# Cyrtococcum fuscinode
Cyrtococcum fuscinode là một loài thực vật có hoa trong họ Hòa thảo. Loài này được (Steud.) A.Camus mô tả khoa học đầu tiên năm 1946.